# Вім Де Декер
Вім Де Декер (фр. Wim De Decker, нар. 6 квітня 1982, Темсе) — бельгійський футболіст, що грав на позиції півзахисника, зокрема за клуби «Жерміналь-Беєрсхот», «Генк» та «Антверпен», а також національну збірну Бельгії. По завершенні ігрової кар'єри — тренер. З 2022 року очолює тренерський штаб клубу «Васланд-Беверен».

## Клубна кар'єра
Народився 6 квітня 1982 року в місті Темсе. Вихованець футбольної школи клубу «Беверен». Дорослу футбольну кар'єру розпочав 2000 року в основній команді того ж клубу, в якій провів два сезони, взявши участь у 30 матчах чемпіонату. 
Протягом сезону 2002/03 захищав кольори «Гента», після чого перейшов до клубу «Жерміналь-Беєрсхот». Відіграв за цю антверпенську команду три сезони своєї ігрової кар'єри. 2005 року допоміг команді здобути Кубок Бельгії.
2006 року уклав контракт з «Генком», у складі якого протягом наступних трьох років був одним з основних гравців середини поля, після чого повернувся до команди «Жерміналь-Беєрсхот». Грав за неї до 2013 (з 2011 року клуб змінив назву на «Беєрсхот»).
Завершував ігрову кар'єру у друголіговому «Антверпені», кольори якого захищав протягом 2013–2016 років.

## Виступи за збірні
2002 року залучався до складу молодіжної збірної Бельгії. На молодіжному рівні зіграв у 3 офіційних матчах.
У травні 2006 року у товариській грі проти збірної Саудівської Аравії дебютував за національну збірну Бельгії. Восени того ж року взяв участь у своєму другому і останньому матчі у формі національної команди.

## Кар'єра тренера
Завершивши ігрову кар'єру у 2016, залишився в клубній структурі «Антверпен», де йому було запропоновано очолити тренерський штаб основної команди. Пропрацював на цій посаді протягом одного сезону, за результатами якого команда стала переможцем Другого дивізіону бельгійської першості і підвищилася в класі до Про Ліги.
Перед стартом у найвищому бельгійському дивізіоні керівництво «Антверпена» запросило на посаду головного тренера досвідченого румунського спеціаліста Ласло Белені, а Де Декер погодився увійти до очолюваного ним тренерського штабу.
У серпні 2020 року Белені прийняв пропозицію очолити тренерський штаб «Гента», запросивши Де Декера продовжити спрівпрацю з ним на посаді помічника головного тренера у новій команді.
Утім робота румунського тренера з «Гентом» протривала лише 25 днів, за які команда встигла провести лише три матчі. 14 вересня 2020 року керівництво клубу оголосило про звільнення Белені, зазначивши, що «атмосфера навколо команди робить подальшу співпрацю неможливою». Звільнення відбулося за день до гри третього кваліфікаційного раунду Ліги чемпіонів проти віденського «Рапіда», в якій діями бельгійської команди вже керував Де Декер. Дебютував як головний тренер «Гента» з перемоги 2:1 над австрійською командою.
| Дата      | Місто   | Господарі | Результат | Гості             | Турнір            | Голи | Примітки |
| --------- | ------- | --------- | --------- | ----------------- | ----------------- | ---- | -------- |
| 11-5-2006 | Сіттард | Бельгія   | 2 – 1     | Саудівська Аравія | товариський матч  | -    | 46'      |
| 6-9-2006  | Єреван  | Вірменія  | 0 – 1     | Бельгія           | Відбір до ЧЄ 2008 | -    | 66'      |
| Усього    |         | Матчів    | 2         |                   | Голів             | 0    |          |

## Титули і досягнення

### Як гравця
- Володар Кубка Бельгії (1):

«Жерміналь-Беєрсхот»: 2004/05

### Як тренера
- Переможець Другого дивізіону (1):

«Антверпен»: 2016/17
- Володар Кубка Бельгії (1):

«Антверпен»: 2019/20